# Henri Renier
Henri Joseph Renier (Luik, 15 februari 1878 - Brussel, 6 januari 1948) was een Belgisch volksvertegenwoordiger en senator.

## Levensloop
Eerst machinist, werd Renier voltijds vakbondsleider.
Hij werd in 1921 verkozen tot BWP-senator voor de provincie Luik en vervulde dit mandaat tot in 1929. Van 1929 tot 1936 was hij volksvertegenwoordiger voor het arrondissement Luik.

## Publicaties
- La vérité sur l'occupation de la Ruhr, Brussel, 1923.